# 리은혜
리은혜(李恩惠, 1955년 8월 10일 ~ ? )는 조선민주주의인민공화국 사람으로, 대한항공 858편 폭파 사건을 일으킨 김현희와 관련되었다고 여겨지는 인물이다. 일본에서는 리은혜의 정체를 일본인 납치사건에 연루되었으며, 1978년에 실종되었다가, 최종적으로 납북된 사실이 확인된 다구치 야에코(일본어: 田口 八重子)로 추정하고 있다. 리은혜라는 이름은 "김일성의 은혜를 받은 사람"이라는 뜻에서 유래된 이름이다.

## 개요
1987년에 일어난 대한항공 858편 폭파 사건의 주범인 김현희는 자신이 '리은혜라고 불리는 여성으로부터 일본인처럼 행동하는 법을 배웠다'고 진술했고, 이에 따라, 리은혜의 정체에 대한 논의가 시작되었다. 이에 대한민국 정부는 리은혜로부터 일본의 생활 양식을 배웠다는 점에서 그녀의 정체를 일본에서 납북된 사람들 중의 한 사람으로 추정하였고, 1980년 이전에 행방불명된 일본인 여성에 대한 제보를 촉구하는 포스터를 일본 정부와의 협조 하에 일본 전역에 배포하였다. 이를 통해 1991년에는 1978년에 납북된 다구치 야에코라는 여성이 리은혜의 정체라고 추정되었다. 그리고 김현희의 증언을 토대로 그린 몽타주와 다구치 야에코의 실제 얼굴이 일치한다는 사실이 밝혀지면서 리은혜가 다구치 야에코와 동일 인물임이 확인되었다. 그러나 조선민주주의인민공화국 측에서는 이 사실을 부인하였다.

## 다구치 야에코의 생애
다구치 야에코라는 이름의 일본인으로 살던 시절의 리은혜는 1955년에 태어나서 음식점의 종업원으로 활동하던 사람으로, 1978년 6월에 실종 신고가 되었다. 조선민주주의인민공화국 측에서 밝힌 바에 의하면, 1984년에 일본의 오사카시에 있는 중국 요리 전문점의 종업원이었다가 납북된 일본인인 하라 다다아키와 결혼하였고, 2년 뒤인 1986년에 하라 다다아키가 병사하고 같은 해에 다구치 야에코도 교통 사고로 사망하였으며, 그녀의 무덤은 이후의 홍수로 인해 유실되었다고 한다. 그러나, 김현희가 리은혜가 자신을 가르친 교관이고 다구치 야에코와 동일 인물임을 증언하면서 조선민주주의인민공화국 측의 주장은 사실이 아니라고 추정된다. 일단 다구치 야에코는 리은혜와 동일 인물인지의 여부와 무관하게, 2000년대까지는 생존했다는 주장이 있고, 현재에도 여전히 생존 중이라는 추정도 있다.
1980년부터 1984년까지 북한의 숙소에서 또 다른 납북 피해자이자 납북자 문제의 상징적인 존재인 요코타 메구미와 함께 살았다.